# Castel (Israel)

Alte Festung Castel

Castel (arabisch لقسطل, DMG al-Qasṭal, hebräisch הַקַּסְטֶל HaQastel) ist ein ehemaliger römischer Ort und Festung im Gebiet der Stadt Mevasseret Zion, ca. 5 km westlich von Jerusalem. Der Hügel mit der Festung bildet heute einen israelischen Nationalpark und eine Gedenkstätte am östlichen Ende des Bab al-Wad im Judäischen Bergland.

## Geographie

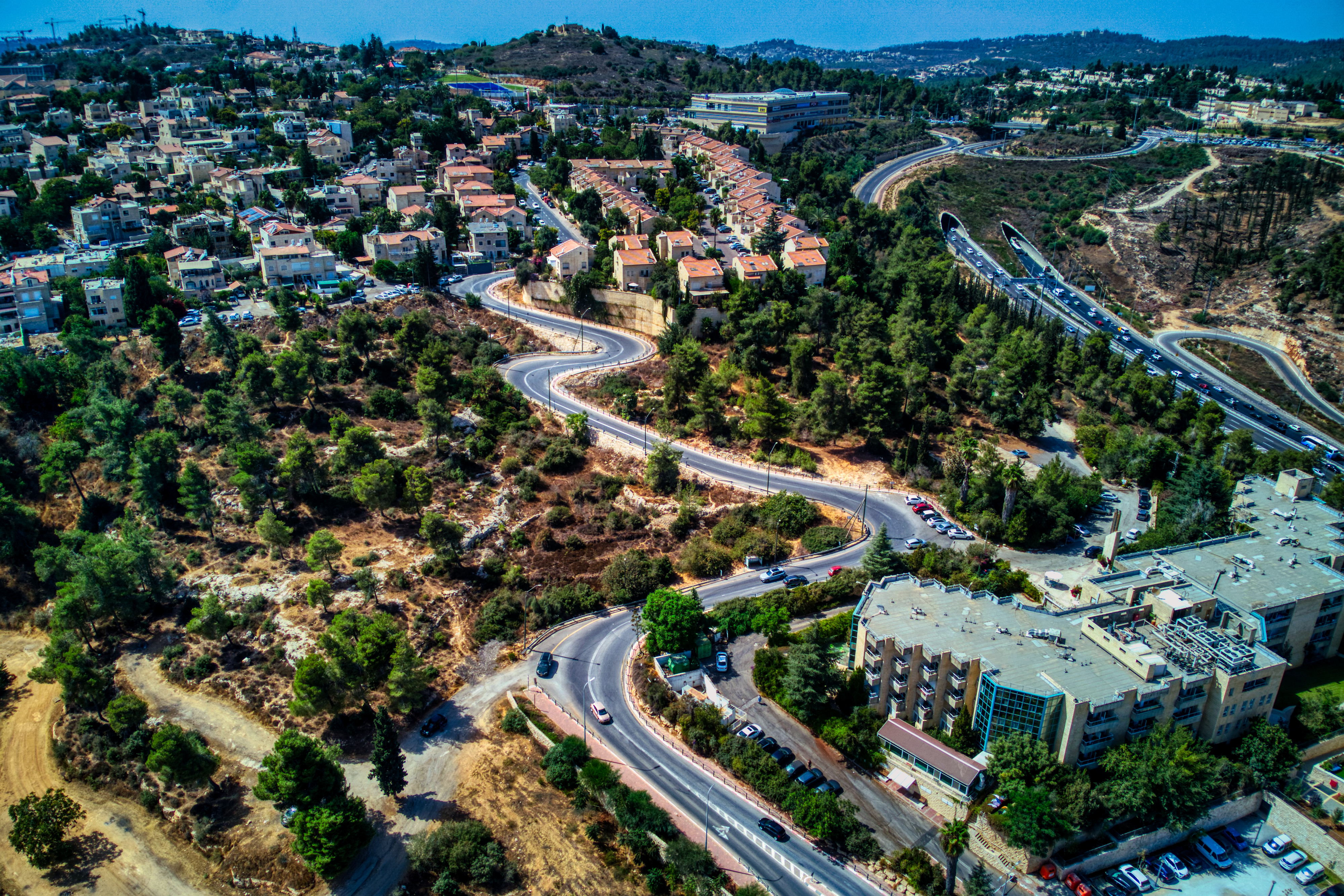
Blick 2022 über Serpentinen der Sieben Schwestern hinauf zum Castel, im Einschnitt rechts die

Castel besteht aus einer Festung römischen Ursprungs auf einem Hügel 790 m, einem ehemaligen Steinbruch sowie dem ehemaligen arabischen Dorf Al-Qastal, beide südlich am Hügel angrenzend. Direkt nördlich am Fuß des Hügels verläuft die Hauptverbindungsstraße von Jerusalem  nach Tel Aviv. Die alte Landstraße  führt westlich unterhalb des Hügels durch die Folge von Serpentinen namens die Sieben Schwestern. Aufgrund der Bedeutung von Castel im Israelischen Unabhängigkeitskrieg ist der Hügel eine Gedenkstätte, die von der Israel Nature & National Parks Protection Authority betrieben wird.

## Geschichte
Von verschiedenen Historikern wird Castel als das biblische Efron (siehe Josua 15,9 ) identifiziert, ein Grenzort auf dem Gebiet des Stammes Juda. Während der römischen Herrschaft über Juda wurde Castel zur Festung ausgebaut, um die Straße nach Jerusalem zu kontrollieren. Während der Kreuzfahrerzeit wurde an dieser Stelle die Festung Belveer errichtet. Erst gegen Ende der britischen Mandatszeit in Palästina gewann der Hügel wieder an Bedeutung.
Als nach dem UN-Teilungsbeschluss für Palästina im November 1947 die Feindseligkeiten zwischen Arabern und Juden zunahmen, wurde die Straße nach Jerusalem von arabischen Freischärlern für die Versorgungskonvois für den belagerten jüdischen Teil Jerusalems blockiert. Dabei hatte Castel große strategische Bedeutung. Hier hatte im April 1948 Abd al-Qadir al-Husaini das Kommando.
Ein besonders schwerer Zwischenfall ereignete sich am 26. Dezember 1947, als ein von der Kinder- und Jugend-Alijah organisierter Transport mit jüdischen Flüchtlingskindern auf dem Weg von Tel Aviv nach Jerusalem in der Nähe von Castel unter Beschuss arabischer Freischärler geriet. Der Transport wurde unter anderem vom damaligen Leiter der Organisation Hans Beyth, Golda Meir und einem weiteren Vertreter der Jewish Agency begleitet. Beyth erwiderte den Beschuss mit seiner Handfeuerwaffe und wurde im anschließenden Feuergefecht getötet. An ihn erinnert heute u. a. eine Hauptverkehrsstraße in Jerusalem.

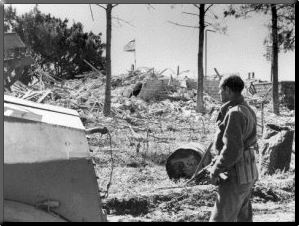
Castel während der Operation Nachschon

Im Zusammenhang mit der Operation Nachschon, bei der mit 335 Fahrzeugen und 1500 jüdischen Soldaten die Belagerung Jerusalems gesprengt und die Versorgung der Stadt wieder aufgenommen werden sollte, wurde Castel zunächst am 2. April 1948 von 100 Mann im Handstreich genommen. Diese wurden jedoch von al-Husaini Freischärlern wieder zurückgedrängt. In der Nacht zum 6. April griffen drei Bataillone der Hagana und des Palmach erneut an und konnten Castel wieder einnehmen. Im Verlauf der weiteren Tage kam es zu erbitterten Stellungskämpfen, wobei die jüdischen Kämpfer bis auf die Hügelspitze zurückgedrängt wurden und sich dann nach Norden zurückzogen. Während der letzten entscheidenden Kämpfe in der Frühe des 8. April fiel der palästinensische Kommandeur al-Husseini. Ihres charismatischen Anführers verlustig, brach die arabische Kampfmoral zusammen, und die Kämpfer zogen sich zurück. Damit war Castel für einige Stunden weder in jüdischer, noch in arabischer Hand. In der Nacht zum 9. April erreichte das vierte Palmach-Bataillon Castel, das in der Folge in jüdischer Hand blieb.
Das strategische Ziel, die arabische Belagerung des jüdischen Jerusalem zu beenden, konnte dadurch jedoch nicht verwirklicht werden, da die arabische Blockade an das westliche Ende des Bab el Wad bei Latrun verlagert wurde. Erst die Fertigstellung der Burma Road, einer Ausweichroute weiter südlich, im Juni 1948 konnte die Belagerung endgültig beenden.
Das arabische Dorf Castel wurde, wie fünf weitere, von den jüdischen Streitkräften erobert und war damit die erste jüdische militärische Gebietseroberung im Palästinakrieg. Die Einwohner von Castel flohen, auch unter dem Eindruck des kurz zuvor stattgefundenen Massakers von Deir Jassin. Auf dem Gebiet des ehemaligen Dorfes steht heute das Jerusalemer Wohnviertel Ma'oz Zion.

## Gedenkstätte
Der gesamte Hügel mit der Festungsruine und den Schützengräben ist heute eine Gedenkstätte. Gedenktafeln und Bronzereliefs stellen den Verlauf der Kämpfe im April 1948 dar. Auf dem Gelände der Gedenkstätte wurden gemeinsam mit dem Jüdischen Nationalfonds Baumpflanzungen vorgenommen.